# Nile Air
Nile Air (arabiska: النيل للطيران) är ett egyptiskt flygbolag med bas på Kairos internationella flygplats och en mindre bas på Borg El Arab i Alexandria. Det grundades år 2008 och fick trafiktillstånd av de egyptiska myndigheterna 1 december 2009. 
Nile Air, som är Egyptens näst största flygbolag började flyga i mars 2011. Bolaget flyger inrikes i Egypten samt till destinationer i Mellanöstern och Afrika.
Flygbolagets flotta har en medelålder på 13,6 år och består idag (2021) av fem leasede Airbus 320-200 med en medelålder på 12,8 år, varav två är i drift och två Airbus 321-200 med en medelålder på 15,7 år varv en är i drift.